# Urughu
Urughu ist ein Verwaltungsbezirk (englisch Ward) des Distrikts Iramba in der tansanischen Region Singida.

## Geografie
Urughu ist ein Bezirk im nördlichen Zentralteil von Tansania etwa 70 Kilometer nordwestlich der Regionshauptstadt Singida. Der Bezirk grenzt im Norden an Mtekente, im Osten an Ndago, im Süden an Mwaru und im Westen an Itumba und Lugubu. Bei der Volkszählung 2022 lebten 24.363 Menschen in 3694 Haushalten auf einer Fläche von 420 Quadratkilometern.

## Gliederung
Der Bezirk besteht aus vier Gemeinden (swahili Mtaa) mit 18 Orten (Kitongoji):
| Urughu - Msumbiji - Urughu - Sutungai - Semu - Haila | Mlandala - Usasi - Ilowilo - Msombi - Madalawa | Masimba - Masimba A - Masimba B - Makio - Utalula - Mayanzani | Mang'ole - Mang’ole - Mpugizi - Mbuyuni - Unambiu |

## Infrastruktur
- Bildung: Die Urughu Secondary School ist eine staatliche weiterführende Schule, die rund 130 Mädchen und Burschen bis zur 4. Stufe ausbildet.[8]
- Gesundheit: In den Gemeinden Urughu und Mlandala liegt je eine staatliche Apotheke.[9][10] Im Jahr 2017 erhielt der Bezirk einen Krankenwagen.[11]